# Hohenwulsch
Hohenwulsch is een plaats en voormalige gemeente in de Duitse deelstaat Saksen-Anhalt, en maakt deel uit van de gemeente Bismark (Altmark) in de Landkreis Stendal.
Hohenwulsch vormt met de drie kleinere plaatsjes Beesewege, Friedrichsfleiß, Friedrichshof en Schmoor een Ortschaft van Bismark. De vier plattelandsdorpjes hadden begin 2022 respectievelijk 178, 55, 36 en 34 inwoners.
Hohenwulsch ligt 3 km ten oosten van het stadje Bismark, de drie andere dorpjes liggen zo'n 2 km verder naar het noord- en zuidoosten. Het heeft, in tegenstelling tot Bismark zelf, een klein station aan de spoorlijn Stendal - Uelzen. Tot 2001 reed er tussen Hohenwulsch en Kalbe (Milde) een klein treintje.

## Afbeeldingen

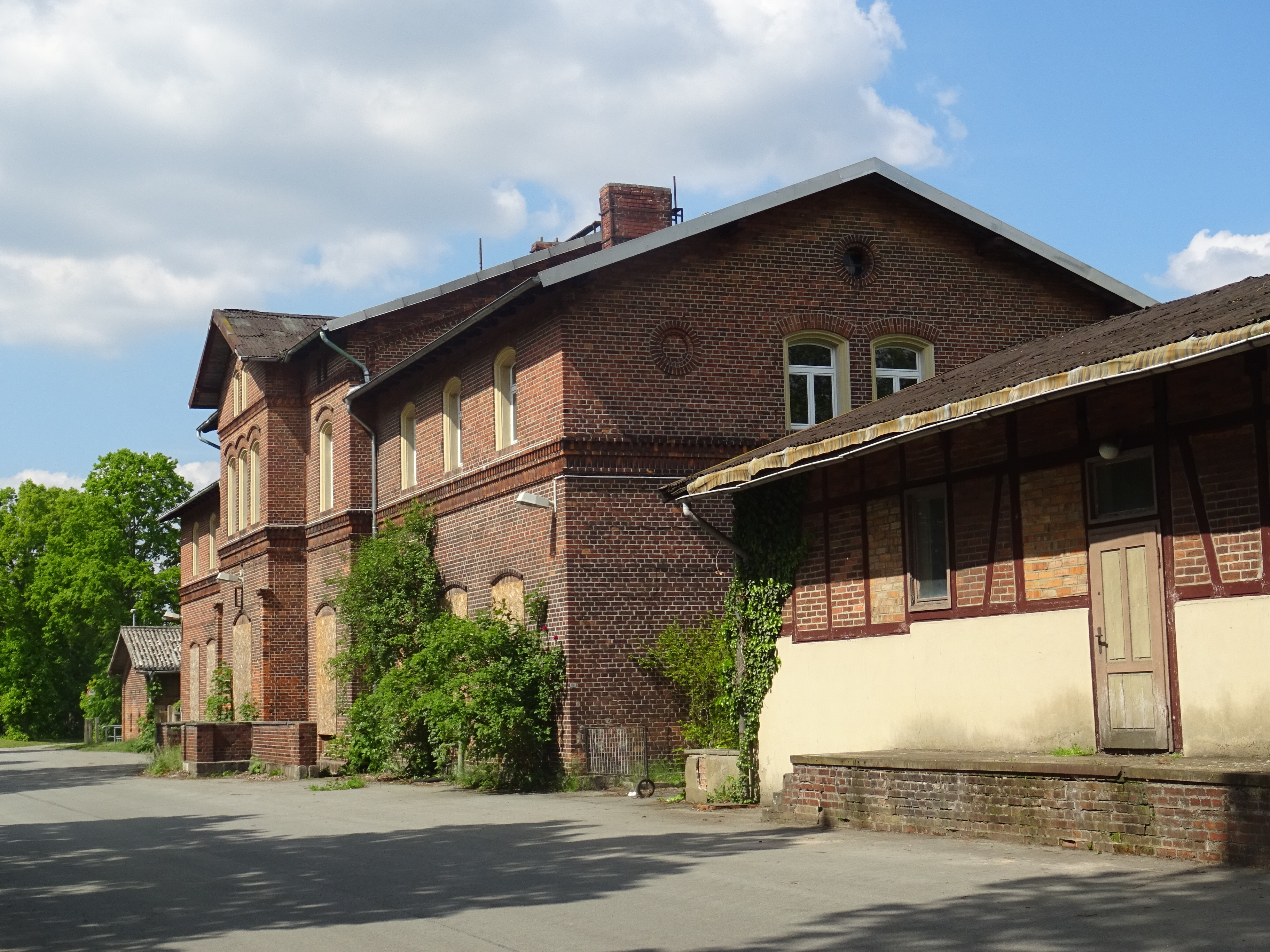
Station te Hohenwulsch, 3 km ten oosten van Bismark
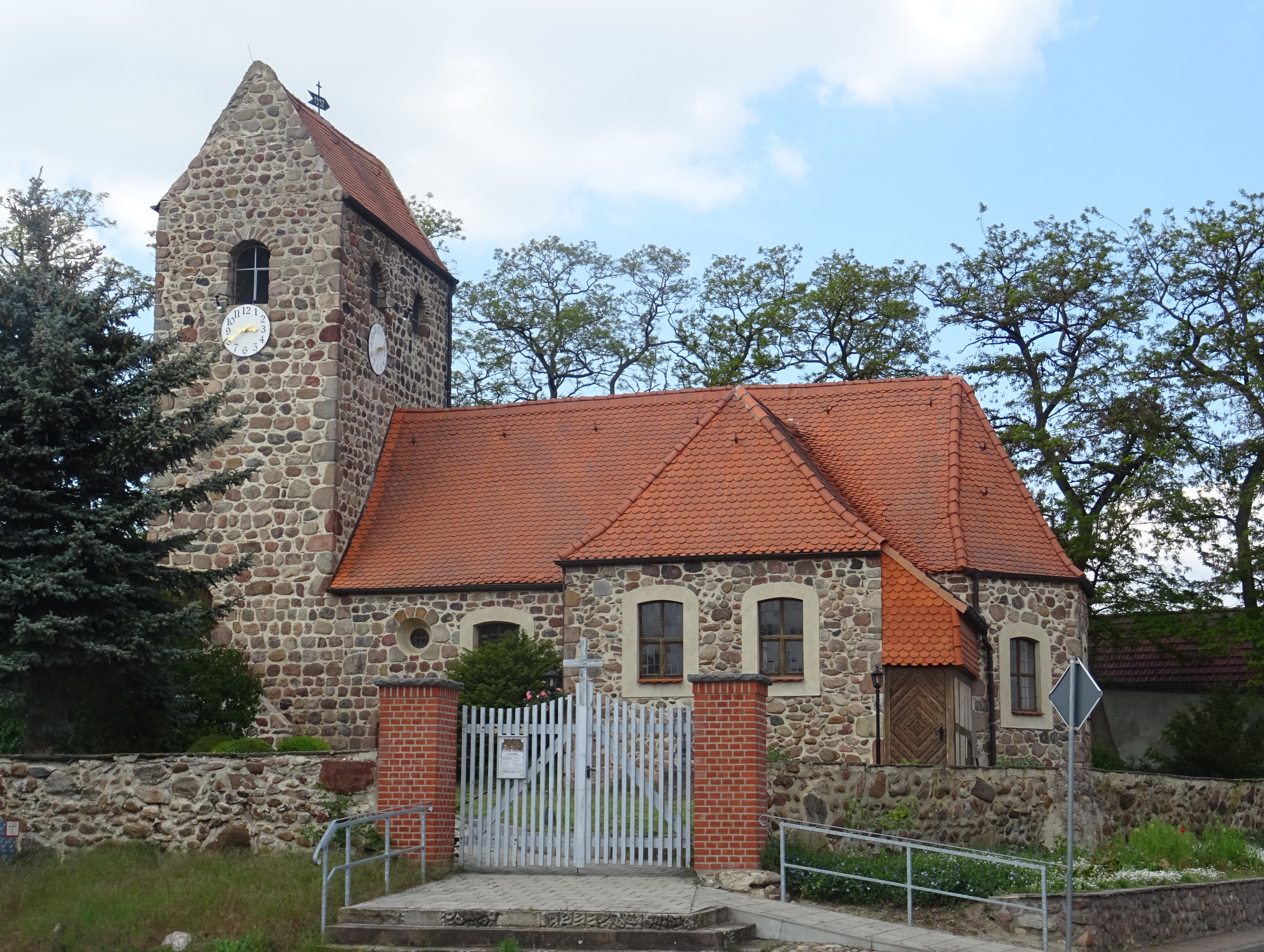
Dorpskerk te Hohenwulsch
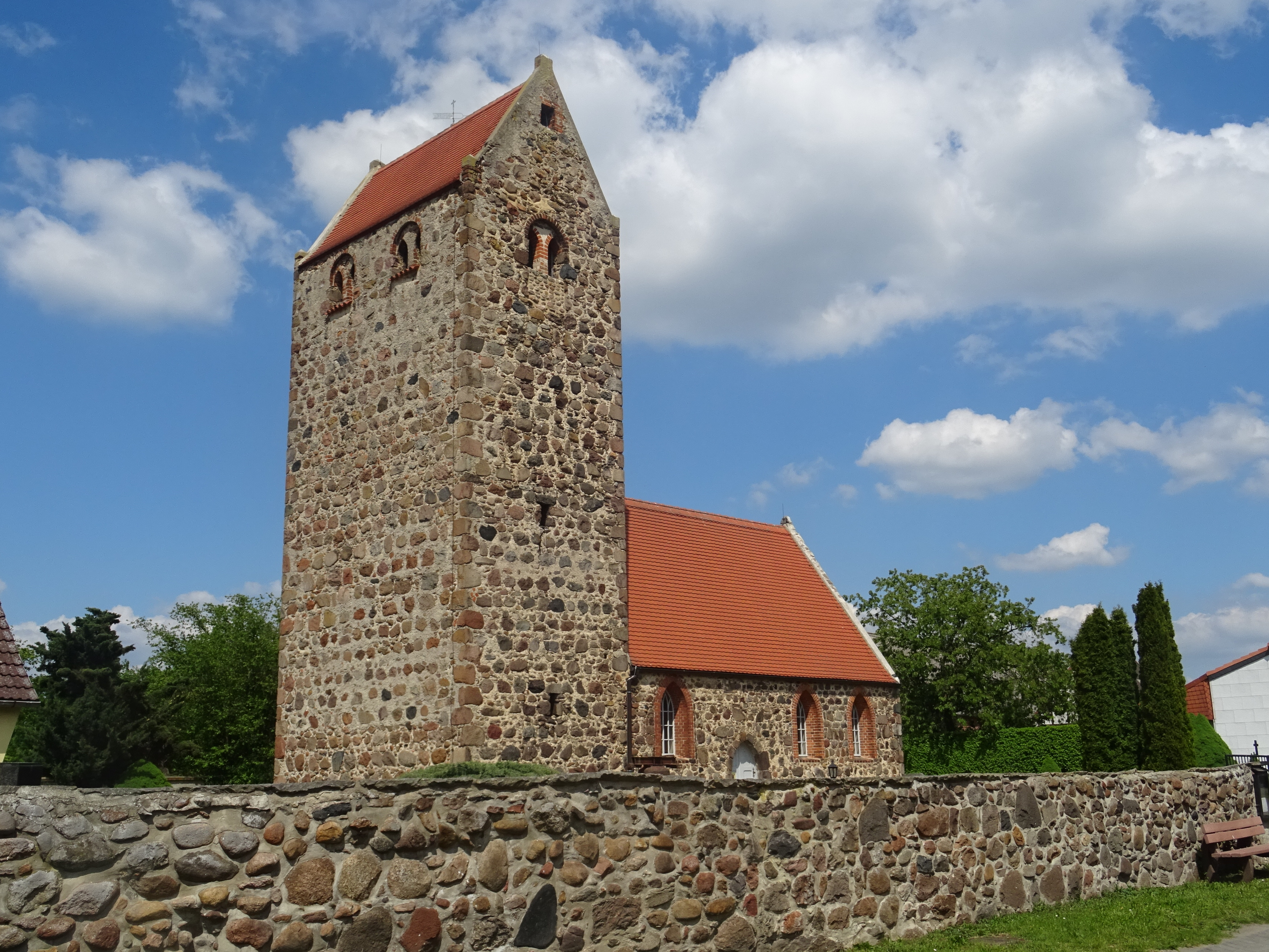
Dorpskerk te Beesewege